# Rise of Cultures
Rise of Cultures ist ein Free-to-play-Aufbauspiel von InnoGames, das zunächst für iOS- und Android-Geräte entwickelt wurde, mittlerweile aber auch im Browser spielbar ist. 

## Spielprinzip
Ziel des Spiels ist es, eine Stadt durch verschiedene europäische Kulturen zu führen. Dazu steht ein begrenzter Bauplatz zur Verfügung, der nach und nach erweitert werden kann. Am Anfang hat man eine gewisse Anzahl an Münzen und Nahrung zur Verfügung. Münzen werden über Wohngebäude eingenommen, Nahrung wird in Farmen hergestellt. Daneben können in der Stadt kulturelle Gebäude, Kasernen und Manufakturen errichtet werden. Im Gegensatz zu Forge of Empires oder Elvenar lassen sich die Gebäude auch drehen. Die Verbindung der Gebäude durch Straßen erfolgt automatisch. Alle Produktionen benötigen Arbeiter, die man z. B. durch Häuser erhält. Wenn die Produktion abgeschlossen ist, stehen diese Arbeiter für andere Aufgaben zur Verfügung. Um das Stadtgebiet zu erweitern, müssen auf der Karte der Kontinente gegnerische Provinzen erobert werden. Der Kampf läuft nach Aufstellung der Truppen automatisch ab. Im Laufe des Spiels erhält man Befehlshaber, die man während des Kampfes einsetzen kann, um die Gegner zu schwächen oder um die eigenen Truppen zu heilen. Eine Eroberung neuer Gebiete durch Verhandlungen ist nicht möglich. Insgesamt stehen bei Rise of Cultures, im Gegensatz zum Player-versus-Player-fokussierten Forge of Empires, Player-versus-Environment-Kämpfe im Vordergrund.
Für den Fortschritt in einer Kultur müssen Technologien, neue Wohngebäude, Farmen, Manufakturen, Kampfeinheiten oder kulturelle Einrichtungen erforscht werden. Dazu werden u. a. Forschungspunkte benötigt, die man entweder mit Münzen oder Diamanten kaufen kann oder – jeweils einen Punkt pro Stunde – automatisch erhält. Ab der Bronzezeit können in jeder Kultur andere Waren, wie z. B.: Alabaster-Götze, Bronze-Armreif und Wolle, produziert werden. Diese Waren können zum Tausch mit andern Spielern in eine Handelsplattform gestellt werden. Der Wert der Waren ist dabei vom Spiel fix vorgegeben und kann nicht geändert werden. Die Handelsangebote können auf Mitglieder der eigenen Allianz eingeschränkt werden.
Beim Fortschritt in eine neue Kulturstufe können die meisten Gebäude auf eine höhere Stufe gebracht werden. Die aufgewerteten Gebäude benötigen dabei nicht mehr Platz, sondern bleiben gleich groß. Kulturelle Gebäude steigern die Zufriedenheit in der Umgebung. Zufriedenheit steigert die Produktion der Gebäude.
Ab der Bronzezeit kann man sich einer Allianz anschließen. Innerhalb der Allianz ist ein Austausch von Nachrichten möglich. Eine Kommunikation mit Spielern außerhalb der Allianz ist im Spiel nicht möglich. Jede Allianz kann an einer Schatzjagd teilnehmen, die aus maximal 80 Begegnungen, verteilt auf vier Leveln, besteht. Bei jeder Begegnung muss ein Computergegner bekämpft werden. Hier ist auch eine Verhandlung statt eines Kampfes möglich. Nach jeder Begegnung erhält man eine Belohnung. Die besten drei Allianzen werden mit Forschungspunkten belohnt.
Mehrmals am Tag erscheinen außerhalb der Stadt Ereignisse, die man mit Arbeitern erledigen kann. Dafür erhält man Belohnungen, gelegentlich sogar Diamanten. Mehrmals pro Jahr werden Quests veranstaltet. Durch Lösen der Aufgaben erhält man Punkte, mit denen man besondere Gebäude errichten und ausbauen kann. Diese Gebäude liefern Waren und verbessern die Zufriedenheit in der Umgebung. Ohne Einsatz von Diamanten ist es nicht möglich, diese Sondergebäude auf die höchste Stufe zu bringen.
Ab der Minoischen Ära kann man verbündete Kulturen (Ägypten, China, Maya-Reich, Wikinger-Königreich, Arabien) erforschen. Es erscheinen neue Städte, in den man Häuser, Manufakturen usw. ausbauen muss. Die Güter dieser verbündeten Kulturen können nicht über die Handelsplattform ausgetauscht werden, werden aber zur Erforschung neuer Kulturstufen benötigt.
Es besteht auch die Möglichkeit, Weltwunder zu errichten. Dafür benötigt man einen Bauplan, Wundermaterialien, Münzen und Nahrung. Höchstens fünfmal pro Tag kann man anderen Spielern beim Ausbau von Weltwundern helfen. Man erhält bei jeder Hilfe sofort Zahnräder. Die Hilfeaufforderung lässt sich auf Mitglieder der eigenen Allianz einschränken. Mit 200 Zahnrädern kann man eine Kugel herstellen, die Blaupausen oder Wundermaterialien enthält. Weil nur jede zehnte Kugel einen Bauplan garantiert, ist der Ausbau von Weltwundern recht langwierig.
In der Hauptstadt können auch Sammelobjekte errichtet werden. Derzeit (November 2022) gibt es eine Schule, die Forschungspunkte produziert, einen Wachturm, der mehr Arbeiter bereitstellt und die kulturelle Zufriedenheit erhöht, sowie ein Architektenatelier, das Zahnräder für Weltwunder liefert. Für den Ausbau benötigt man Puzzleteile, die man zufällig z. B. bei Ereignissen bekommt.
Bei Events und bei der Schatzjagd erhält man gelegentlich Anpassungen. Damit erhalten Gebäude für einige Zeit ein anderes Aussehen und es tritt ein positiver Zusatzeffekt (z. B. höhere Produktion) ein.

### Kulturen
Die Siedlung eines Spielers durchläuft verschiedene europäische Kulturen, die nacheinander freigeschaltet werden müssen. Diese werden im Spiel uneinheitlich als „Ära“ oder „Epoche“ bezeichnet und entsprechen teilweise, aber nicht immer, geschichtswissenschaftlich anerkannten Zeiträumen. Das Spiel wird laufend um weitere Kulturen ergänzt. Parallel existieren „Verbündete Kulturen“, die im Forschungsbaum freigeschaltet werden und unabhängig von der Stadt des Spielers aufgebaut werden können. Diese entsprechen meist außereuropäischen Kulturen oder Zivilisationen.
| Name im Spiel         | Wikipedia-Link       | Veröffentlichung | Verbündete Kultur                                          |
| --------------------- | -------------------- | ---------------- | ---------------------------------------------------------- |
| Steinzeit             | Steinzeit            |                  |                                                            |
| Bronzezeit            | Bronzezeit           |                  |                                                            |
| Minoische Ära         | Minoische Kultur     |                  | Ägypten (siehe: Altes Ägypten)                             |
| Griechische Klassik   | Antikes Griechenland |                  | Ägypten (siehe: Altes Ägypten)                             |
| Frühes Rom            | Römisches Reich      |                  | China (siehe: Geschichte Chinas)                           |
| Römisches Reich       | Römisches Reich      |                  | China (siehe: Geschichte Chinas)                           |
| Byzantinische Ära     | Byzantinisches Reich | September 2021   | Maya (siehe: Maya-Zivilisation)                            |
| Zeitalter der Franken | Fränkisches Reich    | November 2021    | Maya (siehe: Maya-Zivilisation)                            |
| Feudalzeit            | Frühmittelalter      | Mai 2022         | Wikinger (siehe: Wikingerzeit)                             |
| Iberische Ära         |                      | November 2022    | Wikinger (siehe: Wikingerzeit)                             |
| Königreich Sizilien   | Königreich Sizilien  | März 2023        | Arabien (siehe: Abbasiden-Kalifat und Blütezeit des Islam) |
| Hochmittelalter       | Hochmittelalter      | Mai 2024         | Arabien (siehe: Abbasiden-Kalifat und Blütezeit des Islam) |

## Entwicklungs- und Veröffentlichungsgeschichte
Rise of Cultures wurde mit Unity entwickelt.  Die offizielle Ankündigung des seit dem 15. Februar 2021 (iOS) bzw. 17. Februar 2021 (Android) im Soft Launch befindlichen Spiels erfolgte am 25. Januar 2022.

### Updates
- Am 15. September 2022 wurden die Weltwunder überarbeitet. Früher mussten sie sich innerhalb der Stadt befinden. In der neuen Version gibt es dafür maximal vier Plätze und in den verbündeten Kulturen je einen Platz.[8]
- Am 28. Oktober 2022 wurde die Open-Beta-Browserversion des Spiels freigegeben.[9]
- Am 5. Dezember 2022 wurde der Saisonpass eingeführt. Etwa einen Monat lang sind täglich wechselnde Aufgaben zu erledigen.[10]
- Am 27. März 2023 wurde das Allianzstadt-Feature eingeführt. Die Stadt kann gemeinsam mit anderen Spielern aus derselben Allianz errichtet werden.[11]

## Geschäftsmodell
Rise of Cultures ist vollständig kostenlos spielbar, aber die Spieler können sich für In-Game-Käufe entscheiden. Damit entspricht das Geschäftsmodell dem Freemium-Modell.

## Rezeption
Am 11. August 2023 hatte das Spiel eine Google-Play-Bewertung von 4,2/5 Sternen und eine App-Store-Bewertung von 4,6/5 Sternen.

### Awards
2023: Nominierung für den Deutschen Computerspielpreis in der Kategorie „Bestes Mobiles Spiel“